# Sonatina (radioodbiornik)

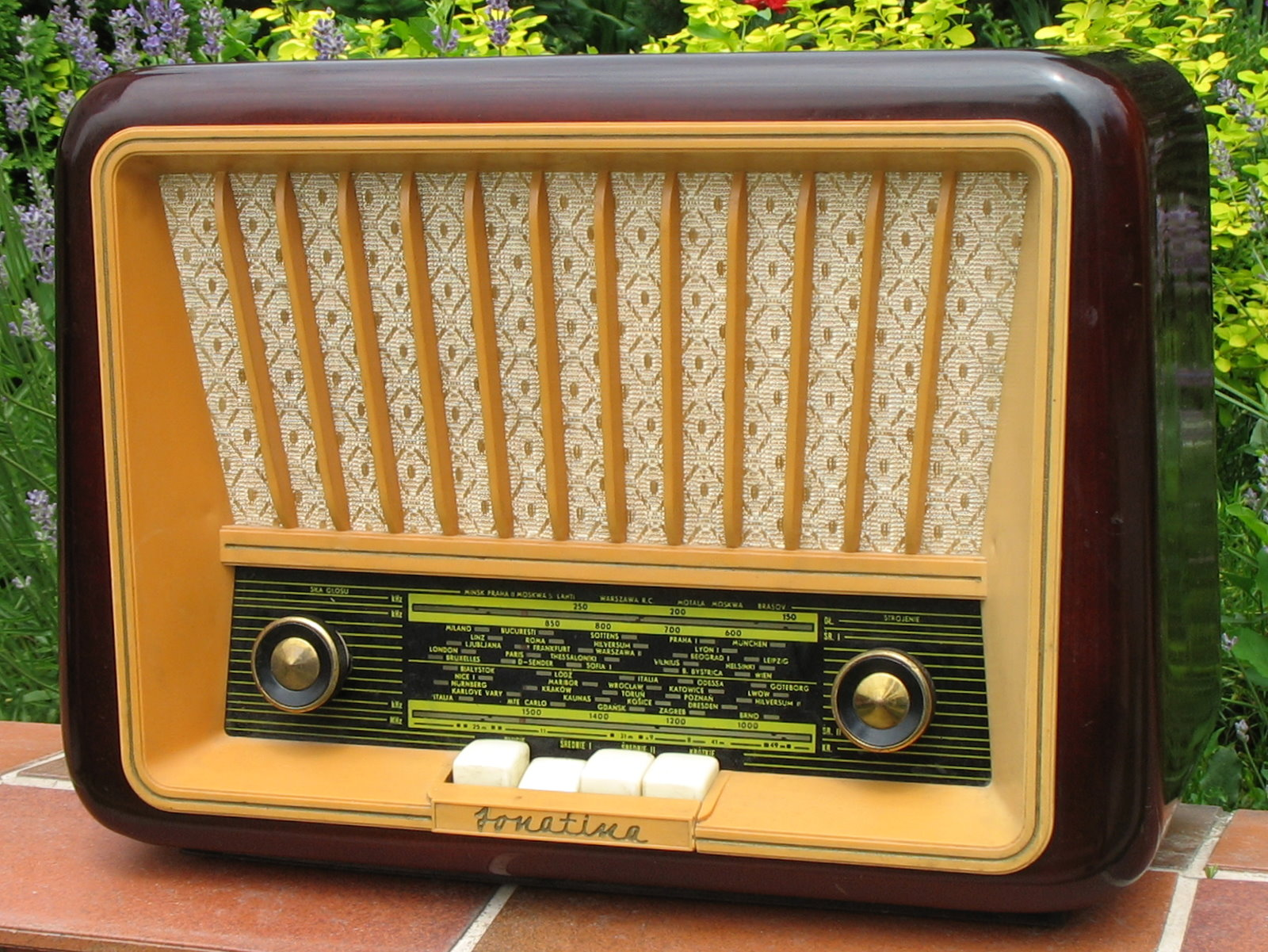
Widok frontu

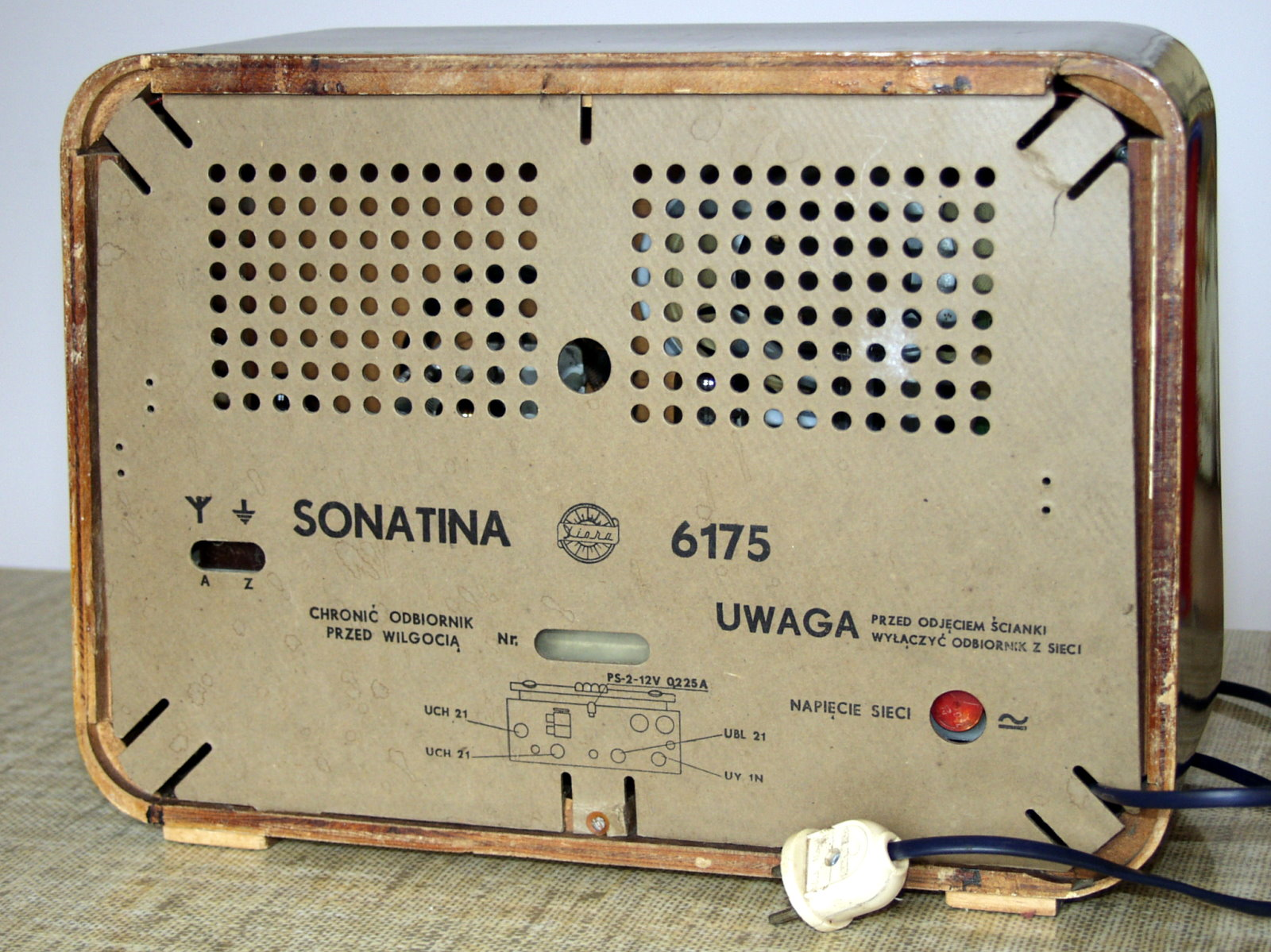
Widok tylnej ścianki

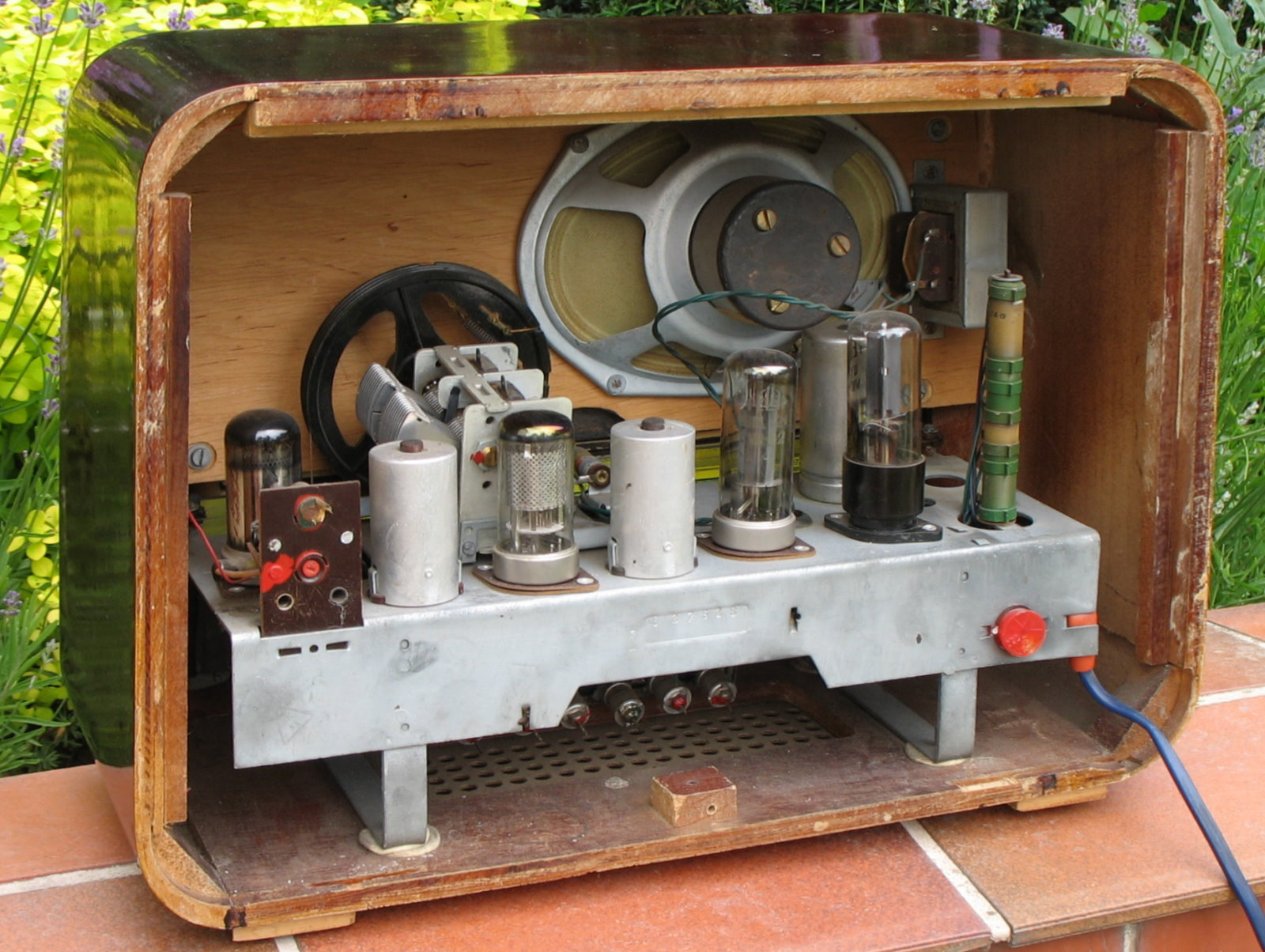
Wnętrze

Sonatina – pierwszy odbiornik z klawiszowym przełącznikiem zakresów, wyprodukowany przez Diorę. Poprzednie modele (m.in Aga, Pionier, Mazur) miały przełączniki zakresów obrotowe. Równocześnie z Sonatiną wszedł do produkcji Nokturn, mający ten sam układ elektryczny (modyfikację z modelu Promyk), a różniący się skrzynką. Sonatina miała drewnianą, politurowaną obudowę, a Nokturn był w bakelicie. Produkcję rozpoczęto w roku 1957 i do jej zakończenia w 1963 r. fabrykę opuściło ponad 200 tys. egzemplarzy odbiornika.
Podstawowe parametry i właściwości
lampy:
UCH21, UCH21, UBL21, UY1N
zakresy fal:
Długie 1034 – 2070 m (290 – 145 kHz)
Średnie 1 322 – 575 m (930 – 520 kHz)
Średnie 2 186 – 333 m (1610 – 900 kHz)
Krótkie 24,2 – 52,1 m (12,35 – 5,75 MHz)
zasilanie:
napięcie przemienne lub stałe 220 V lub 125 V
elementy regulacyjne:
potencjometr siły głosu z wyłącznikiem (lewa gałka), klawiszowy przełącznik zakresów, strojenie (prawa gałka)
gniazda:
antena i uziemienie
wymiary:
420 x 302 x 195 mm / ok. 6,7 kG
Jest to odbiornik superheterodynowy o sześciu obwodach rezonansowych z zasilaniem uniwersalnym. Termin „zasilanie uniwersalne” oznacza, że urządzenie może korzystać z sieci prądu przemiennego lub z dowolnego źródła prądu stałego. Nowym rozwiązaniem w Sonatinie było podzielenie zakresu fal średnich na dwa podzakresy, co ułatwiło wyszukiwanie stacji.